# Roberto Malone
Pour les articles homonymes, voir Malone et Robert Malone.
Roberto Malone (de son vrai nom Roberto Pipino), né le 31 octobre 1956 à Turin, est un ancien réalisateur et acteur pornographique italien.

## Biographie
Roberto Pipino est né le 31 octobre 1956 à Turin
Il commence sa carrière à la fin des années 1970 et devient vite à partir de la fin des années 1980 un acteur confirmé dans le milieu du porno malgré un physique — petit, trapu, corpulent et poilu — loin du stéréotype habituel de l'acteur culturiste. Il est d'ailleurs surnommé le « Ron Jeremy de l'Europe ».
Bien que surtout connu sous le pseudonyme de « Roberto Malone », il joue également sous les pseudos de « Bob Holmes », « Roberto Mallone », « Bob Malone » ou encore « Robert Malone ». Il tourne beaucoup en France et s'exprime assez bien en français quoiqu'avec un fort accent italien. En France, ses films les plus connus sont probablement Les Visiteuses tourné avec Tabatha Cash, et Les Tontons tringleurs dont il partage l'affiche avec d'autres acteurs de X ayant commencé leurs carrières dans les années 1970. Il est également connu pour ses contributions humoristiques dans Sexe et internet et Les Secrétaires. Il demeure très apprécié des amateurs car il sait se montrer sympathique avec ses fans, n'hésitant pas à se livrer à de nombreuses séances photos.
Il a été brièvement marié à l'actrice pornographique d'origine hollandaise Zara Whites. Depuis 2018, il est marié à Axelle-Rose Leclercq, actrice de charme, comédienne et chanteuse française, née en 1980.
Il a un petit rôle dans le film Romance de Catherine Breillat, sorti en 1999, jouant notamment aux côtés d'un autre célèbre hardeur et compatriote francophone, Rocco Siffredi.
Au début des années 2010, jugeant que la baisse des budgets des films X a fait perdre de son intérêt au métier, il décide de prendre sa retraite du porno et ouvre un magasin de cigarettes électroniques à Antibes, sur la Côte d'Azur. Il reprend néanmoins du service en 2011, le temps d'un rôle dans DXK, la parodie X de l'affaire Dominique Strauss-Kahn, dans laquelle il joue le personnage principal (rebaptisé « David Sex King »).

## Filmographie (partielle)

### Années 1980
- 1986 : Cicciolina Number One de Riccardo Schicchi
- 1986 : Karin l'ingorda de Paolo Di Tosto
- 1986 : Racconti sensuali de Riccardo Schicchi
- 1987 : Attention fillettes de Michel Ricaud
- 1987 : Barbara's Prime Choice de Robert McCallum
- 1987 : Barbara Dare's Roman Holiday de Fred J. Lincoln (en) et Patty Rhodes
- 1987 : Desiderio bestiale d'Antonio D'Agostino (sous le nom de Richard Bennet)
- 1987 : Double Game 1 : Avide Mani su un Corpo Innocente de Ferruccio Casacci (sous le nom de Michael Carpenter)
- 1987 : Double Game 2 : Porno Giochi di Donne in Calore de Ferruccio Casacci (sous le nom de Michael Carpenter)
- 1987 : Double Game 3 : La Porno Vendetta di Pino La Lama de Ferruccio Casacci (sous le nom de Michael Carpenter)
- 1987 : Double Game 4 : Voglie Insaziabili de Ferruccio Casacci (sous le nom de Michael Carpenter)
- 1987 : Double Game 5 : Sesso in Costa Azzurra de Ferruccio Casacci (sous le nom de Michael Carpenter)
- 1987 : Double Game 6 : Due Amanta Vogliose de Ferruccio Casacci (sous le nom de Michael Carpenter)
- 1987 : Double Game 7 : Perversa Vendetta de Ferruccio Casacci (sous le nom de Michael Carpenter)
- 1987 : Double Game 8 : Due Stalloni per Laura de Ferruccio Casacci (sous le nom de Michael Carpenter)
- 1987 : Double Game 9 : Porno Alleanze Pericolose de Ferruccio Casacci (sous le nom de Michael Carpenter)
- 1987 : Double Game 10 : Trappola Erotica de Ferruccio Casacci (sous le nom de Michael Carpenter)
- 1987 : Double Game 11 : Il Piacere della Carne de Ferruccio Casacci (sous le nom de Michael Carpenter)
- 1987 : Double Game 12 : La Resa dei Conti de Ferruccio Casacci (sous le nom de Michael Carpenter)
- 1987 : Euro-Stars 2
- 1987 : Fantastica Moana de Riccardo Schicchi
- 1987 : Grand PriXXX de Fred J. Lincoln (en)
- 1987 : Lust Italian Style de Fred J. Lincoln (en)
- 1987 : Porsche Lynn - The Legend
- 1988 : Deep Blue de Giorgio Grandi
- 1988 : Double Desires
- 1989 : Contessa de Fred J. Lincoln (en)
- 1989 : La Ceinture de chasteté de Michel Ricaud

### Années 1990
- 1990 : Monaco Falcon d'Henri Pachard
- 1990 : Sexual Fantasies 9 : La Comtesse est une Pute d'Alain Payet
- 1990 : St. Tropez Lust d'Henri Pachard
- 1991 : EuroFlesh 14 : Unleashed de Mario Bianchi
- 1992 : EuroFlesh 10 : Rome After Dark de Mario Bianchi
- 1992 : EuroFlesh 3 : Whores on Fire de Mario Bianchi
- 1993 : On the Road 5 : France and Belgium de Sean Michaels
- 1994 : Mission Hard d'Ugo Ross
- 1994 : World Cup de Jim Reynolds
- 1995 : Angel Hard d'Alex Martini
- 1995 : Arabica de Mario Salieri
- 1995 : Chateau Duval d'Oliver Czech
- 1995 : Clausura de Luca Damiano
- 1995 : Cum Shocks 27 : Anal Special Edition
- 1995 : Decameron de Luca Damiano
- 1995 : Dracula de Mario Salieri
- 1995 : Hamlet 1 : For the Love of Ophelia de Luca Damiano
- 1995 : Hamlet 2 : For the Love of Ophelia de Luca Damiano
- 1995 : Indecent de M Dry
- 1995 : Leather Dreams 2
- 1995 : Midnight Obsession de Joe D'Amato
- 1995 : Paprika : The Last Italian Whore de Joe D'Amato
- 1995 : Private Film 28 : Gigolo 2 de Pierre Woodman
- 1995 : Sex Penitentiary
- 1995 : Thief, the Girl and the Detective d'Oliver Czech
- 1995 : Triple X 2 d'Alain Payet et Peter Backman
- 1995 : Triple X 3
- 1995 : Triple X 4 d'Alain Payet, François Clousot, Pierre Woodman
- 1995 : Amnesia de Marc Dorcel
- 1995 : Chantier interdit au public de John Love